# Deutsche Presse-Agentur
Deutsche Presse-Agentur (DPA) este o agenție de presă germană fondată în 1949, cu sediul la Hamburg. DPA furnizează știri în limbile germană, engleză, spaniolă și arabă. Centrele principale ale companiei sunt la Cork, Madrid, Cairo iar centrele regionale la Bangkok, Buenos Aires și Washington, DC.
Deutsche Presse-Agentur este o companie privată, care are ca acționari în jur de 190 ziare, reviste, companii de presă, companii de televiziune publice și private
. Nici un acționar nu poate deține mai mult de 1,5%, în felul acesta nici unul dintre aceștia nu poate influența agenția de presă în funcție de interesele proprii.
Este cea mai mare agenție de presă din Germania. Pe lângă biroul principal de la Hamburg, mai există un birou central de știri la Berlin. Agenția de Presă Germană are sedii în 100 de țări, incluzând 12 departamente regionale germane împreună cu alte 50 de sedii în Germania .
Număr de angajați în 2008: 1.100 (din care 100 sunt în străinătate)
Cifra de afaceri în 2004: 94 milioane de Euro

## Istoric
A fost fondată la Goslar pe data de 18 august 1949, dar a devenit o societate cu responsabilitate limitată în 1951. Fritz Singer a fost primul redactor-șef și director general al agenției. Până în 1955 el a fost director general și redactor-șef până în 1959.Prima transmisie radio a avut loc  la 1 septembrie 1949, la ora 6 dimineața.
În 2010 sediul central de pe Markgrafenstraße  s-a mutat în cartierul de gazetă istorică a Berlinului, adică fosta redacție de știri pentru Hamburg, Frankfurt și Berlin. Sediul corporativ rămâne la Hamburg în vila Gründerzeit, împreună cu departamentul de management, afaceri și vânzări.

## Obiective
Scopul agenției este colectarea, prelucrarea și circulația știrilor, arhivelor și a fotografiilor din diferite domenii de activitate. Principala regulă a agenției este: „imparțialitate fată de influență și interferența partidelor politice, a organizațiilor mondiale, a diferitelor grupări de afaceri și a guvernelor.”

## Serviciul în limba germană
„DPA Basic Service” este cel mai important serviciu furnizat de agenția de presă. Zilnic sunt realizate peste 800 de reportaje din întreaga lume despre subiecte  din domeniul  politicii, al afacerilor, a culturii, a sporturilor. DPA Photo Service furnizează cumpărătorilor aproximativ 350 de fotografii zilnic.
Agenția de Presă Germană are un rol important în stabilirea agendei pentru celelalte mijloace de comunicare în masă.

## Servicii de limbi străine
„DPA World News Service” oferă povești din Germania în limbile engleză, spaniolă și arabă. Serviciile în engleză se produc în Berlin, cele în spaniolă la Buenos Aires și Madrid, iar cele în arabă la  Cairo.
În 2008 s-a anunțat că începând  din primăvara anului 2009 vor oferi servicii în două limbi, turcă și germană.Agențiile germane de comunicare în masă au avut scopul de a oferi informații pentru cetățenii turci care trăiesc pe teritoriul Germaniei, dar s-a renunțat la inițiativă după nouă luni.

## Cooperarea cu alte agenții de știri
Agenția de presă germană se ocupă de colectarea și de circulația știrilor de la alte agenții de știri. Cooperează cu Agenția de Presă din Austria și cu cea din Elveția.